# Astomaspis tristis
Astomaspis tristis là một loài tò vò trong họ Ichneumonidae.